# Закладання

Закладання.JPG

Закладання (рос. заложение, англ. horizontal equivalent; distance between contiguous isolines, contour interval, нім. Horizontalabstand m, horizontal Länge f) – відстань між суміжними ізолініями (горизонталями, ізогіпсами і т.і.) на топографічній карті, гіпсометричному плані. 
З. залежить від висоти перерізу рельєфу на даному кресленні, крутизни схилу поверхні в даному місці. Між закладанням (d), висотою перерізу (h) та кутом нахилу поверхні ( ) в даній точці існує залежність (див. рис.). 

## Горизонтальне закладання
Горизонтальне закладання (рос. горизонтальное заложение, англ. horizontal equivalent; нім. Horizontalabstand m) – проєкція виміряної похилої довжини лінії на горизонтальну площину. 

## Закладання укосу уступу
Закладання укосу уступу,(рос. заложение откоса уступа, англ. distance on a plan between upper and lower open-pit edges) – відстань на плані між нижньою та верхньою брівками уступу у перпендикулярному до них напрямку.

## Шкала закладань

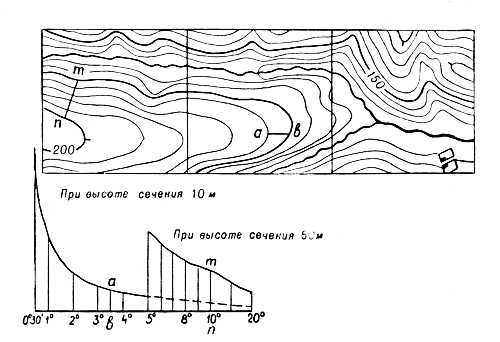
Шкала закладань

Шкала закладань – графік для визначення на карті (плані) даного масштабу крутизни схилу чи кута нахилу лінії на схилі за певним напрямком. Шкалу закладання поміщають на топографічних картах масштабів 1:200 000 і крупніше. 
Уздовж нижньої основи шкали закладань вказані цифри, які позначають крутизну схилів у градусах. На перпендикулярах до основи відкладені відповідні величини закладення в масштабі карти. У лівій частині шкала закладань побудована для основної висоти перерізу, в правій – при п'ятикратній висоті перерізу. Для визначення крутизни схилу, наприклад, між точками а-б (рис.), треба взяти циркулем цю відстань і відкласти на шкалі закладань і прочитати крутизну схилу - 3,5 °. Якщо ж потрібно визначати крутизну схилу між горизонталями п-т, то цю відстань треба відкласти на правій шкалі і крутизна схилу в даному випадку буде дорівнює 10 °.